# Увиденное и услышанное
«Увиденное и услышанное» (англ. Things Heard & Seen) — американский мистический фильм режиссёров Шари Спрингер Берман и Роберта Пульчини, экранизация романа Элизабет Брандейдж с Амандой Сейфрид и Джеймсом Нортоном в главных ролях. Его премьера состоялась 29 апреля 2021 года на Netflix. Картину раскритиковали из-за малооригинального сюжета, но игра актёров получила высокие оценки.

## Сюжет
Литературной основой фильма стал роман Элизабет Брандейдж. Главная героиня — молодая женщина по имени Кэтрин, которая вслед за мужем Джорджем переселяется из Нью-Йорка в маленький американский городок. Супруги поселяются на старой ферме с мрачной историей. Они устраивают спиритические сеансы, благодаря которым узнают, что предыдущие владельцы фермы покончили с собой. Кэтрин узнаёт ряд шокирующих вещей о муже и перестаёт ему доверять. Она изменяет Джорджу с его двоюродным братом Эдди. В финале Джордж убивает жену и погибает сам.

## В ролях
- Аманда Сейфрид — Кэтрин
- Джеймс Нортон — Джордж
- Наталия Дайер — Уиллис
- Ф. Мюррей Абрахам — Флойд Дебирс
- Майкл О’Киф — Трэвис Лоутон
- Карен Аллен — Мейр Лоутон.

## Создание и оценки
Проект был анонсирован в сентябре 2019 года, причём главная роль изначально предназначалась для Аманды Сейфрид, а режиссёрами и сценаристами стали Шари Спригер Берман и Роберт Пульчини. Дистрибьютером стал Netflix. Съёмки прошли в городе Гудзон-Валли (штат Нью-Йорк), премьера фильма состоялась 29 апреля 2021 года.
«Увиденное и услышанное» раскритиковали за предсказуемый сюжет и слабую хоррорную составляющую. При этом похвал удостоились игра Аманды Сейфрид и Джеймса Нортона и операторская работа. На сайте-агрегаторе отзывов Rotten Tomatoes рейтинг фильма составил 39 % при средней оценке 5,1 из 10, на сайте Metacritic картина получила 49 баллов из 100, что указывает на «средние отзывы». Расс Симмонс из KKFI признал в своей рецензии, что «создатели фильма создают жутковатую атмосферу», но отметил проблемы с финалом. Альберт Новицки из His Name is Death считает, что «фильм наиболее интересен, когда в нем рассказывается история обречённых отношений», а хоррорная составляющая малоувлекательна из-за сходства с сюжетом картины «Что скрывает ложь» (2000). Ноэль Мюррей из Los Angeles Times назвал актёрскую игру «великолепной», а образы «потрясающими», но проект в целом оценил невысоко.
Рецензия Джонни Олексински в New York Post была умеренно позитивной: по мнению критика, «жуткая атмосфера и привлекательный сюжет» делают «Увиденное и услышанное» «достойным фильмом о доме с привидениями», хотя и далёким от вершин жанра. Джослин Новек из Associated Press назвала картину «хорошо поставленной и часто интересной, но в то же время вульгарной, а иногда и банальной».